# りゅう座イオタ星b
りゅう座ι星b（りゅうざイオタせいb、Iota Draconis b、公式名Hypatia、発音[haɪˈpeɪʃiə]または[hɪˈpeɪʃə]）は、りゅう座の方角に地球から101.2 光年（31 pc、2.932×1014 km）離れた位置にあるK型巨星のりゅう座ι星を公転する太陽系外惑星である。この惑星は恒星の視線速度の変化からその存在を間接的に発見する視線速度法で発見された。また、この惑星は初めて発見された巨星の周囲を公転している惑星である。

## 名称
2014年7月、国際天文学連合 (IAU)は太陽系外惑星の発見が確定されている惑星とその恒星に正式名称を与えることを企画した。名称を決定する過程では一般の人々からのノミネートや投票なども行われていた。最終的に、2015年12月にりゅう座ι星bの正式名称をHypatiaに決定したことを公表した。Hypatiaという名称はスペインのマドリード・コンプルテンセ大学物理学部の学生会が投稿した。Hypatiaの由来はギリシアの著名な天文学者、数学者、哲学者ヒュパティアである。

## 発見
りゅう座ι星bは2002年にK型巨星りゅう座ι星の視線速度の研究を行ってる際に発見された太陽系外惑星で、巨星の周りを公転している惑星が見つかったのは初めてのことであった。